# Prvenstvo Hrvatske u hokeju na travi 2006./07.
Prvenstvo Hrvatske u hokeju na travi.

## Sudionici
Sudionici su:
- Marathon, Zagreb
- Mladost, Zagreb
- Zelina, Sveti Ivan Zelina
- Jedinstvo, Zagreb
- Trnje, Zagreb
- Trešnjevka, , Zagreb
- Mladost 2, Zagreb
- Concordia, Zagreb

## Natjecateljski sustav
Igra se liga-sustav. Za pobjedu se dobiva 3 boda, za neriješeno 1 bod, za poraz 0 bodova.

## Konačna ljestvica
Nakon 14. kola.
```
Mj.  Klub      Ut Pb  N Pz Ps:Pr Bod
1. Mladost     14 13  1  0 85:10  40
2. Marathon    14 12  1  1 88:14  37
3. Jedinstvo   14 10  0  4 81:34  30
4. Zelina      14  8  0  5 51:48  23 (-1)
5. Trnje       14  6  0  8 38:51  18
6. Mladost 2   14  2  0 12 18:58   6
7. Concordia   14  2  0 12 20:92   6
8. Trešnjevka  14  2  0 12 15:79   6
```